# Juryj Kurbyka
Juryj Kurbyka (biał. Юрый Курбыка, ros. Юрий Курбыко, Jurij Kurbyko; ur. 26 lutego 1956 w Mińsku) – białoruski piłkarz, grający na pozycji bramkarza, reprezentant Białorusi.

## Nagrody i odznaczenia
Od 1982 posiada tytuł Mistrza Sportu ZSRR.
Uznany za najlepszego piłkarza Białorusi w 1991.